# Ardglen
Ardglen là một đô thị thuộc New England, New South Wales, Úc. Một nhà ga đường sắt đã được mở cửa vào ngày 13 tháng 8 năm 1877 tại Doughboy Hollow, mà sau này được đổi tên thành Ardglen ngày 29 tháng 6 năm 1893. Không còn dấu vết tồn tại của trạm đường sắt.